# Sędziwój Żelski
Sędziwój Żelski herbu Ogończyk (ur. ca 1515, zm. 6 czerwca 1577) – łowczy dobrzyński.
Syn Jana, kasztelana dobrzyńskiego i Doroty z Markowa, urodził się około 1515 roku.
27 kwietnia 1534 roku otrzymał nominację na łowczego dobrzyńskiego, którym był do swej śmierci 6 czerwca 1577 roku.
Dziedzic: Woli, Małych Radzików i części Złotopola (łącznie 33 łanów ziemi), ufundował drugi kościół w Woli.
Żonaty z Zofią Radzikowską herbu Ogończyk córką Mikołaja, pozostawił: córkę Katarzynę, żonę Walentego Sumińskiego herbu Leszczyc oraz synów: Macieja i Bartłomieja.